# Luca Löffler
Luca Löffler (* 26. August 1998 in Oberstdorf) ist ein deutscher Shorttracker, der für den EC Oberstdorf an den Start geht.

## Karriere
Luca Löffler kam im Jahr 2007 erstmals mit der Sportart Shorttrack in Kontakt. Als Luca im Winter 2008 ein Schnuppertraining absolvierte, entstand relativ schnell seine Leidenschaft. In den Jahren 2008 bis 2015 wurde er dreimal deutscher Meister im Mehrkampf und zweimal deutscher Meister über 500 m. Im März 2012 qualifizierte er sich erstmals für das Europacup-Finale in Brașov, Rumänien. Dort belegte er den achten Platz.
In der Saison 2016/2017 qualifizierte er sich zusammen mit dem deutschen Juniorenteam für die Weltmeisterschaften in Innsbruck und schnitt mit einem 40. Platz ab. Des Weiteren wurde er zusammen mit Adrian Lüdtke, Moritz Kreuseler und Ivan Radevic in der deutschen Junioren-Staffel eingesetzt, die allerdings im Vorlauf den Wettkampf vorzeitig beenden musste. Im Jahr 2018 reiste Luca zu seinen zweiten Juniorenweltmeisterschaften nach Tomaszów Mazowiecki, Polen.
In der Saison 2018/19 war Lucas erster Auftritt beim Seniorenweltcup in Dresden. Dort ging er über die 500 m, 1000 m und mit der deutschen Männer-Staffel an den Start. Über die 500 m musste er sich mit einem 41. Platz zufriedengeben. Die Staffel zusammen mit Adrian Lüdtke, Florian Becker und Tobias Pietsch schloss mit einem 13. Platz ab. Am nächsten Tag ging es nach Turin zum nächsten Weltcup. Dort wurde Luca für die 500 m und wieder für die Staffel eingesetzt. Seine Saison beendete er bei den deutschen Meisterschaften mit einem 3. Platz in der Gesamtwertung und einem Vize-Meistertitel über die 500 m.
Die Saison 2022/2023 startete mit den beiden Weltcups in Almaty, Kasachstan. Luca ging dort über die 500 m sowie mit der Deutschen Mixed Staffel neben der erfolgreichen Anna Seidel, Bi Jung und Yanghun Ben Jung an den Start. Sein Höhepunkt hatte Luca bei den Europameisterschaften im Januar 2022 in Danzig, Polen. Dort erreichte er einen sensationellen 16. Platz über 500 m und den 6. Platz mit der Deutschen Mixed Staffel. Daraufhin reiste er mit dem deutschen Studententeam nach Lake Placid zu den FISU Winter Games. Seine sehr starke Saison beendete er mit dem Heimweltcup in Dresden und dem danach stattfindenden Weltcup-Finale in Dordrecht, Holland.
Nachdem Luca 2018 sein Abitur am Gertrud-Von-Le-Fort Gymnasium abgeschlossen hatte, bekam er auf Grund seines Erfolgs im April 2019 die Chance, in die Sportfördergruppe der Bundeswehr einzutreten. Zur gleichen Zeit begann er ein Wirtschaftspsychologie-Studium an der Hochschule für angewandtes Management in Berlin.